# Stack Exchange
Stack Exchange е мрежа (с елементи на социална мрежа) от сайтове за въпроси и отговори по различни тематики в различни сфери (най-вече софтуерни и свързани с Линукс), като всеки сайт покрива определена тематика. В тези сайтове потребителите се ползват с ограничение/възнаграждаване на техните онлайн действия в зависимост от активността им онлайн и „репутацията“, която получават в тези сайтове като резултат от тяхната онлайн активност. Тези сайтове са моделирани по примера на популярния сайт Stack Overflow, интернет форум за компютърно програмиране и въпроси по тази тематика, като това е оригиналният начален сайт в тази мрежа. Идеята на системата с онлайн репутацията е сайтовете да са само-модериращи се.